# テリビーレ (装甲艦)
テリビーレ (Terribile) はイタリア海軍の舷側砲門艦。一等装甲蒸気コルベット。フォルミダビーレ級。
フォルミダビーレ級はフランスのForges et chantiers de la Méditerranéeに浮砲台として発注されたが、建造中に装甲コルベットへ変更された。1860年6月起工。1861年2月16日進水。同年9月就役。
常備排水量2682トン、満載排水量2807トン、全長215フィート10インチ (65.80m)、垂線間長206フィート10インチ (63.05m)、幅47フィート3インチ (14.44m)。または常備排水量2700トン、満載排水量2854トン、全長65.8m、垂線間長64.0m、幅13.6m。満載排水量2756トンとも。船体は木製。
蒸気往復動機関1基、角缶6基搭載。一軸推進。出力1100指示馬力で、速力10ノット。航続距離は10ノットで約1300浬。帆装は三檣スクーナー。
兵装は164mm砲16門と203mm砲4門。164mm施条砲16門とも。
装甲厚は舷側4.3インチ、シタデル4インチ。または舷側115mm、シタデル100mm。もしくは舷側109mm、砲門部100mm。
1866年6月20日、イタリアはオーストリアに宣戦布告し第3次イタリア独立戦争が始まる。7月16日、ペルサーノ提督率いるイタリア艦隊はアンコーナからリッサ島へ向け出撃した。7月18日、艦隊はリッサ島に到着し、攻撃を開始。「テリビーレ」は「レ・ディタリア」などとともにPorto San Giorgio攻撃を行った。7月19日は「テリビーレ」と「Varese」はcomisaを攻撃に割り当てられている。7月20日、オーストリア艦隊が現れ、リッサ海戦が生起する。通報艦「Esploratore」が不審な船群発見を報告してきたとき、「テリビーレ」と「Varese」はcomisa攻撃の準備をしているところであった。両艦は呼び戻されるも「テリビーレ」は遅れ、海戦には不参加となった。損傷しPorto San Giorgioへ向かうオーストリア戦列艦「Kaiser」に対する長距離砲撃のみ行っているが、特に成果はなかった。
1878年、兵装が8インチ砲8門となる。1885年、練習艦となり、兵装は6インチ砲2門、5.9インチ砲2門、4，7インチ砲2門、魚雷発射管2門となった。1904年または1903年8月30日に除籍され、その後解体された。